# ثؤلول تناسلي
ثؤلول تناسلي أو السَّعْدَانَة (بالإنجليزية Genital warts).ويسمى أيضا ورم لقمي مؤنف(condyloma)، هو نتوءات جلدية صلبة. تصيب في بدايتها المنطقة التناسلية، واحيانا تنتشر في اماكن مختلفة في الجسم. يتراوح حجمها ما بين 1مم وحتى سنتيمترات معدودة. تنتشر في منطقة العانة، الشرج، على الخصيتين، في منطقة الوركين، على القضيب الذكري والمهبل وفي اماكن مختلفة في الجسم. ويسببها هو الفيروس الحُلَيمى البشري (بابيلوما) (HPV).

## الأنواع
يوجد عدة أنواع من الئؤلول التناسلي أو الورم اللقمي المؤنف (condylomas), وهذه الأنواع هي:
- -الثُّؤْلولُ التَّناسُلِيّ (= وَرَمٌ لُقْمِيُّ مُؤَنَّف) 	genital wart (= condyloma acuminatum)
- -الثُّؤْلولُ التِّينِيّ (= وَرَمٌ لُقْمِيٌّ مُؤَنَّف) 	fig wart (= condyloma acuminatum)
- -الثُؤْلولُ المُؤَنَّف (= الوَرَمُ اللُّقْمِيُّ المُؤَنَّف) 	verruca acuminata (= condyloma acuminatum)
- -الثُؤْلولُ المُلَيسائِيُّ الشَّكْل (= الوَرَمُ اللُّقْمِيّ) 	verruca mollusciformis (= condyloma)
- -ثُؤْلولٌ رَطْب (= وَرَمٌ لُقْمِيٌّ عَريض) 	moist wart (= condyloma latum)
- -ثُؤْلولٌ مُؤَنَّف (= وَرَمٌ لُقْمِيٌّ مُؤَنَّف) 	acuminate wart (= condyloma acuminatum)
- -ثُؤْلولٌ مُؤَنَّف (= وَرَمٌ لُقْمِيٌّ مُؤَنَّف) 	pointed wart (= condyloma acuminatum)
- -ثُؤْلولٌ مَنْقُوْلٌ جنسيَّاً (= وَرَمٌ لُقْمِيٌّ مُؤَنَّف) 	venereal wart (= condyloma acuminatum)
- -حَطَاطَةٌ مُخاطِيَّة (= وَرَمٌ لُقْمِيٌّ مُسَطَّح) 	mucous papule (= condyloma latum)
- -وَرَمُ بوشكه - لوفينشتاين (= الوَرَمُ اللُّقْمِيُّ المُؤَنَّفِ العِمْلاقٌ)(في قضيبٍ غَيرِ مَخْتون) 	Buschke - Lowenstein tumor (= giant condyloma acuminatum)
- -وَرَمٌ ثُؤْلولِيٌّ تَناسُلِيّ (= وَرَمٌ لُقْمِيّ) 	genital wart (= condyloma)
- -وَرَمٌ حُلَيمِيٌّ مُؤَنَّف (= وَرَمٌ لُقْمِيٌّ مُؤَنَّف) 	papilloma acuminatum (= condyloma acuminatum)
- -وَرَمٌ لُقْمِيٌّ مُؤَنَّف 	condyloma acuminatum
- -وَرَمٌ لُقْمِيٌّ مُؤَنَّفٌ عِمْلاَق 	giant condyloma acuminatum
- -وَرَمٌ لُقْمِيٌّ مُدَبَّب 	pointed condyloma
- -وَرَمٌ لُقْمِيٌّ مُسَطَّح 	condyloma latum
- -وَرَمٌ لُقْمِيٌّ مُسَطَّح 	flat condyloma (condyloma latum)
- -وَرَمٌ لُقْمِيّ؛ لُقْموم (آفة جلدية ناتئة عما حولها)

## اماكن الانتشار
1-أشفار فرج الأنثى
2-المهبل
3-عنق الرحم
4-مجرى البول
5-القضيب
6-الصفن
7-فتحة الشرج

## الأعراض
1-نتوئات جلدية قاسية.
2-لألم
3-نزيف
4-الحكة
5- التوتر النفسي.وخاصة لما تسببه هذه الثئاليل من احراج وهلع دائم من الأمراض التناسلية.

## العدوى
الثؤلول التناسلي المرئي والإصابة دون السريرية بفيروس HPV تنشأ عن ملامسة مباشرة من للمنطقة المصابة، وطرق العدوى هي:
1-الاتصال الجنسي. هذه هي أشيع طريقة بين البالغين.
2-الجنس بالفم.
3-انتقال في الاتجاه الرأسي (من أم إلى طفلها).
4-التلقيح الذاتى من منطقة إلى أخرى بالجسم.

## العلاج
العلاج يكون في إزالة الثآليل التي تسبب الأعراض الجسدية ومعالجة الحالة النفسية للمصاب.في بعض الحالات يعطى محلول بودوفيللوتوكسين (كونديلاين) الذي يحتوي على بودوفيللينمنقى، ويوضع على خلايا الجلد المصابة فيتقلص الثؤلول أو يختفي. ولا ينصح للاستعمال الداخلي أو للثآليل الكبيرة والتي تزيد عن 10 سم10 . ولا يجب أن يعطى للحوامل.يدمر محلول بودوفيللوتوكسين (كونديلاين) خلايا الجلد المصابة فيتقلص الثؤلول أو يختفي. يحتوي محلول بودوفيللوتوكسين على بودوفيللين منقى في أكثر من شكل. ولا ينصح للاستعمال الداخلي أو للثآليل الكبيرة (أكثر من 10 سنتيمترات مربعة). ولا يجب أن يستخدم أثناء الحمل.ويمنك ان يعطى أيضا كريم إيميكويمود كريم (ألدارا) يحفز الاستجابة المناعية للجسم تجاه العدوى. ويستعمل الننتروجين في علاج الثآليل الرطبة والجافة وذلك عن طريق التبريد الذي يفعله، وهو علاج امن للحوامل.وهناك الكى الكهرببائي أو العلاج بالإنفاذ الحراري الذي يدمر الثآليل بكيها. التخدير الموضعى أو العام يمكن أن يستخدم.
الكحت والاستئصال بالمشرط أو المقص يزيل مباشرة الثآليل. ونادرا ما يتطلب الأمر تخييط الجرح. 
الاستئصال بالليزر يوصى به أحيانا للثآليل الكبيرة، أوللمناطق التي يصعب الوصول إليها مثل عنق الرحم.وهناك ادوية وكريمات تستخدم في العلاج مثل.الفلورويوراسيلfluorouracil,إنترفيرون، فلوروراسيل / إبينيفرين.
يمكن ان يستمر بقاء الثؤلول التناسلي لعدة شهور أو سنوات.